# Cukrownik Chybie
Cukrownik Chybie, pełna nazwa: Robotniczy Klub Sportowy Cukrownik Chybie – polski klub sportowy założony w 1937 roku w Chybiu. Drużyna piłkarska swoje mecze domowe rozgrywa na stadionie gminnym, który może pomieścić ponad 2 tysiące widzów.

## Rys historyczny
Robotniczy Klub Sportowy "Cukrownik" Chybie założony był w 1937 roku jako klub trzysekcyjny.
W 2007 roku klub obchodzi 70-lecie istnienia. Prowadzone są obecnie 3 sekcje: piłki nożnej, tenisa stołowego oraz gimnastyki sportowej. Ta ostatnia obchodziła 25-lecie istnienia.
Największe osiągnięcia piłkarskie to 3 poziom ligowy.

## Znani wychowankowie Cukrownika
Piłkarze:
- Tomasz Gandzel[potrzebny przypis]
- Bartłomiej Feruga [potrzebny przypis]
- Daniel Feruga[potrzebny przypis]
- Marcin Feruga[potrzebny przypis]
- Mirosław Staniek
- Ryszard Staniek
- Tomasz Matloch[potrzebny przypis]

Gimnastycy sportowi:
- Jarosław Omorczyk
- Dawid Śmieja
- Marek Łyszczarz

## Sekcje

### Obecne
- Piłka Nożna
- Tenis Stołowy kobiet
- Tenis Stołowy mężczyzn

Obecnie zespół bierze udział w rozgrywkach Śląskiej Ligi Okręgowej w grupie I.

### Nieistniejące
- Koszykówka
- Siatkówka
- Gimnastyka sportowa
- Lekkoatletyka